# 中馬宏之
中馬 宏之（ちゅうま ひろゆき、1951年 - ）は、日本の経済学者。専門は、産業経済論・経済理論・労働経済学。学位は、Ph.D（ニューヨーク州立大学バッファロー校・1984年）。一橋大学名誉教授及び成城大学名誉教授。
南イリノイ大学助教授・東京都立大学 (1949-2011)助教授・大阪大学社会経済研究所客員助教授・一橋大学イノベーション研究センター教授・イェール大学客員教授等を歴任。その後、日清紡ホールディングス社外取締役を経て、現在、日清紡ホールディングス・シニアアドバイザー、日本無線及び日清紡マイクロデバイスの社外取締役を兼務。米国農業経済学会賞・冲永賞を受賞。

## 学歴
- 1975年 一橋大学経済学部卒業
- 1984年 ニューヨーク州立大学バッファロー校経済学部大学院博士課程修了、Ph.D

## 職歴[1]
- 1975年 - 1978年 株式会社大成建設勤務
- 1984年 南イリノイ大学カーボンデール校経済学部助教授 [2]
- 1985年 東京都立大学 (1949-2011)経済学部助教授[2]
- 1986年 イェール大学経済学部客員研究員
- 1992年 一橋大学経済学部助教授、大阪大学社会経済研究所客員助教授
- 1993年 一橋大学経済学部教授 [2]
- 1999年 一橋大学イノベーション研究センター教授[2]
- 2000年 イェール大学経済学部客員教授、独立行政法人経済産業研究所ファカルティフェロー
- 2004年 文部科学省科学技術政策研究所客員総括主任研究官[2]
- 2009年 内閣府総合科学技術会議基本政策専門調査会専門委員
- 2013年 成城大学社会イノベーション学部政策イノベーション学科教授[2]
- 2015年 一橋大学名誉教授[2]、独立行政法人経済産業研究所ファカルティフェロー
- 2020年 日清紡ホールディングス株式会社社外取締役[3][2]
- 2022年 日清紡ホールディングス株式会社シニアアドバイザー、日本無線及び日清紡マイクロデバイスの株式会社社外取締役